# Gary Duncan
Gary Duncan (jako Gary Ray Grubb; 4. září 1946, San Diego, Spojené státy americké – 29. června 2019) byl americký hudebník, známý jako kytarista The Brogues a hlavně jako stálý člen Quicksilver Messenger Service.

## Diskografie

### Quicksilver Messenger Service
- Quicksilver Messenger Service (1968)
- Happy Trails (1969)
- Shady Grove (1970)
- Just for Love (1970)
- What About Me (1970)
- Quicksilver (1971)
- Comin' Thru (1972)
- Solid Silver (1975)

### Gary Duncan's Quicksilver
- Peace by Piece (1986)
- Shape Shifter (1996)
- Live at Field Stone (1997)